# حمله ۲۰ ژوئیه ۲۰۲۴ اسرائیل به یمن
در ۲۰ ژوئیه ۲۰۲۴، ارتش اسرائیل، در پاسخ به حمله پهپادی حوثی‌ها به تل‌آویو، به بندر حدیده حمله کرد. بنا به گفته ارتش اسرائیل، این حمله، مواضع نظامی یمن را هدف قرار داد اما بنا به گفته حوثی‌های یمن، این حملات، کاملاً غیرنظامیان و بازرگانان یمن را مورد هدف قرار داده و با هدف قرار دادن انبار سوخت بازرگانان یمنی، جهت ایجاد آتش‌سوزی کلان، با هدف تبلیغات و بزرگنمایی در رسانه‌ها استفاده شده است. اسرائیل برای این حمله، نام عملیات بازوی دراز شده (به عبری:מבצע יד ארוכה) را انتخاب کرد.
این نخستین باری است که اسرائیل، مستقیماً به یمن، حمله کرد. در این عملیات، جنگنده‌های اف ۱۵ و اف ۳۵ به همراه هواپیمای سوخت‌رسان بوئینگ ۷۰۷ به کار برده شد.